# 野副州旦
野副 州旦（のぞえ くにあき、1947年7月13日 - ）は、日本の経営者。富士通社長を務めたが「取引などの関係を持つことはふさわしくない企業と関係を続けたため」として就任1年で辞任し、相談役としても解任された。福岡県直方市出身。

## 経歴・人物
1971年に早稲田大学第一政治経済学部経済学科を卒業し、同年に富士通に入社した。執行役員、常務を経て、2008年4月に社長に就任。「取引などの関係を持つことはふさわしくない企業と関係を続けたため」としてわずか1年で辞任となり、2009年9月に退任。のちに就いた相談役も解任された。